# Krzesło reżysera
Krzesło reżysera (tytuł oryg. Man in the Chair) – amerykański film tragikomiczny z 2007 roku.

## Główne role
- Christopher Plummer − Flash Madden
- Michael Angarano − Cameron Kincaid
- M. Emmet Walsh − Mickey Hopkins
- Robert Wagner − Taylor Moss
- Joshua Boyd − Murphy White
- George Murdock − Richard
- Mimi Kennedy − mama
- Taber Schroeder − Brett Raven
- Allan Rich − Speed
- Rob Reinis − nauczyciel
- Mitch Pileggi − Floyd
- John Rezig − młody Flash
- Jodi Ashworth − Orson Welles